# 虚血性大腸炎
虚血性大腸炎（きょけつせいだいちょうえん、英語: ischemic colitis）または虚血性腸炎（きょけつせいちょうえん）とは、血流が絶たれたために大腸の損傷を起こす疾患である。主な症状として腹痛と血便がしばしば見られる。

## 病態
大腸に血液を送る動脈の血流が一時的に阻害されることで起こる。上腸間膜動脈血栓症とは異なり、上腸間膜動脈の閉塞はみられない。血流が阻害されることで、大腸壁の粘膜やその内側の層の損傷が起こり、大腸粘膜に潰瘍・びらんが生じて出血する。
血流が減少する原因については不明なことも多いが、心臓疾患の患者、高血圧の人、糖尿病患者、大動脈の手術を受けた人、血液が凝固しやすい疾患の人、便秘がちの女性に比較的多くみられる。また、医薬品の副作用として起こることもある（薬剤性腸炎）。
主に60歳以上の高齢者が発症することが多いが、近年では若者の発症例もみられる。

## 症状
- 一過性型、狭窄型、壊死型の3類型がある。ほとんどの場合、1～2週間程度で回復する一過性型である。
- 虚血性大腸炎で最も多く見られる症状は強い腹痛である。左側が痛むことが多いが、腹部のどこでも痛む可能性がある。下痢を伴うことも多く、しばしば血便・粘血便が出る。ときに大便を伴わず血液・粘液のみを排泄する場合もある（下血）。
- 発熱を伴うこともあるが、多くは37℃台であり、38℃以上の高熱は稀。
- 狭窄型では1か月ほど腹痛や下痢が続いた後、嘔吐、腹部膨満感、腸閉塞を起こす。
- 壊死型では非常に激しい腹痛と嘔吐がみられ、穿孔、敗血症、ショックなどの合併症を起こし、死に至ることもある。

## 診断
- 患者が60歳を超える場合は特に、痛みと出血の症状に基づいて虚血性大腸炎が疑われる。大腸内視鏡検査（柔軟な観察用チューブによる大腸の検査）によって、虚血性大腸炎と他の似たような症状を示す疾患との鑑別を行う。
- 鑑別が必要な疾患としては、潰瘍性大腸炎、クローン病、出血性大腸炎（腸管出血性大腸菌や赤痢菌による感染症）、腸結核、腸重積、絞扼性イレウス、上腸間膜動脈血栓症、大腸憩室症などがある。

## 予後、治療
- 患者は原則入院して治療を行う。まず絶食して腸を休め、水・電解質・栄養素などを輸液で補給する。二次感染の予防のために抗生物質を投与することもある。2-3日以内に抗生物質の投与をやめて食事の摂取を再開する。ほとんどの場合（一過性型）、1週間から2週間で回復する。
- 狭窄型や壊死型の場合は外科手術によって腸の一部または全部を切除しなければならないこともある。